# Jeremiah Masoli
(en) Statistiques sur pro-football-reference
(en) Statistiques sur statscrew
Jeremiah Taeatafa Masoli, (né le 24 août 1988) est un joueur américain de football canadien. Il joue depuis 2022 à la position de quart-arrière pour le Rouge et Noir d'Ottawa de la Ligue canadienne de football. 

## Biographie
Né à San Francisco en Californie, Jeremiah Masoli a des origines samoanes. Il va à l'école secondaire à la Saint Louis School (en) d'Honolulu (Hawaï), puis entre au City College of San Francisco avant de transférer à l'université de l'Oregon où il fait partie de l'équipe de football des Ducks en 2008. D'abord quart-arrière réserviste, il devient par la suite le partant. En 2010 il est exclu de l'équipe à cause de démêlés avec la justice. Il obtient un transfert à l'université du Mississippi pour jouer sa dernière année de football universitaire avec les Rebels d'Ole Miss.
Ignoré au repêchage de la NFL, il signe pour les 49ers de San Francisco mais n'est pas gardé pour la saison. Il joue en 2011 dans la United Football League puis arrive l'année suivante dans la Ligue canadienne de football avec les Eskimos d'Edmonton. Il ne joue pas de matchs à cause de blessures, puis est échangé aux Tiger-Cats de Hamilton au début de 2013. Avec les Tiger-Cats, il est le troisième quart-arrière pendant trois saisons, derrière les partants Henry Burris puis Zach Collaros. En 2016 il obtient la chance de se faire valoir en étant partant pour huit matchs en remplacement de Collaros, blessé au genou ; cette année-là, il bat le record de la LCF pour le nombre de passes complétées consécutives avec 23, record qui tient toujours en date de 2022. L'année suivante, il commence la saison comme substitut de Collaros, mais devient le partant à la mi-saison quand les Ticats perdent leurs huit premiers matchs. 
Fort de ses bonnes performances, Masoli devient le quart-arrière partant en 2018 et connaît sa meilleure saison, échouant en finale de division contre Ottawa. Il est nommé joueur par excellence de la division Est au terme de la saison. La saison 2019 commence aussi bien pour lui, mais une blessure met fin à sa saison après 6 matchs. Au retour au jeu de la LCF en 2021, à la suite de l'interruption d'un an causée par la pandémie, il partage le poste de quart avec Dane Evans et les Ticats se rendent au match de la coupe Grey contre Winnipeg. Masoli lance deux passes de touché, mais son club est défait en prolongation.
Au début de 2022 Masoli devient agent libre et le 7 février il signe avec le Rouge et Noir d'Ottawa. Il commence la saison 2022 comme partant mais est blessé en juillet et sa saison se termine.

## Trophées et honneurs
- Équipe d'étoiles de la division Est de la LCF : 2018
- Trophée Terry-Evanshen (joueur par excellence de la division Est) : 2018